# Willughbeia kontumensis
Willughbeia kontumensis är en oleanderväxtart som beskrevs av T.D. Ly. Willughbeia kontumensis ingår i släktet Willughbeia och familjen oleanderväxter. Inga underarter finns listade i Catalogue of Life.